# مینی
مینی خودرویی است که توسط شرکت بریتیش موتور و شرکت‌های بعد از آن از سال ۱۹۵۹ تا ۲۰۰۰ ساخته می‌شد. اولین خودرو به عنوان یک نماد بریتانیایی در دهه ۶۰ شناخته می‌شد. طراحی این خودرو که نیروی محرک در چرخ‌های جلوی آن به کار می‌رود فضای بسیار زیادی (بیش از ۸۰ درصد سطح کف خودرو) را برای مسافر و بار فراهم کرده‌است. این طراحی بر روی یک نسل از خودروسازان تأثیر گذاشت. این خودرو تا حدودی به عنوان مشابه خودروی آلمانی هم‌زمان خودش فولکس قورباغه‌ای به شمار می‌رفت. در سال ۱۹۹۹ مینی بعد از فورد مدل تی به عنوان دومین خودروی تأثیرگذار سده شناخته شده است.

## نگارخانه

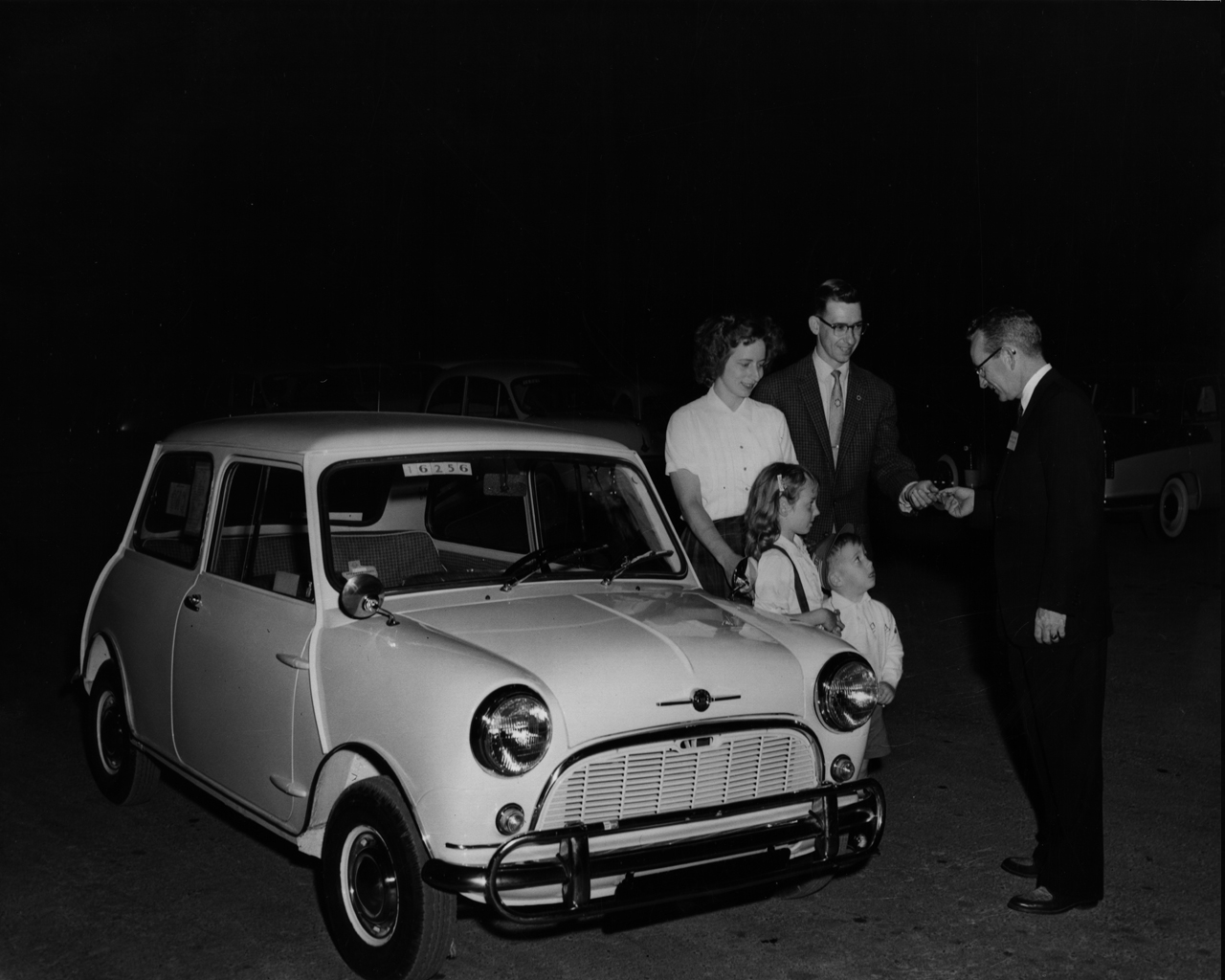
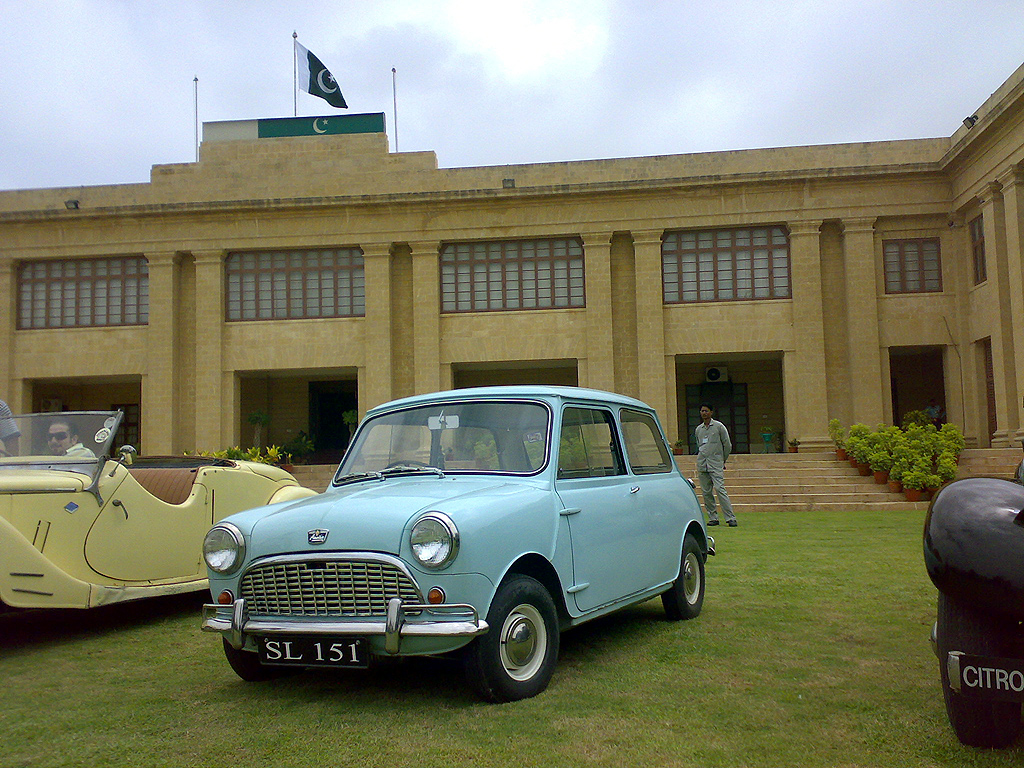
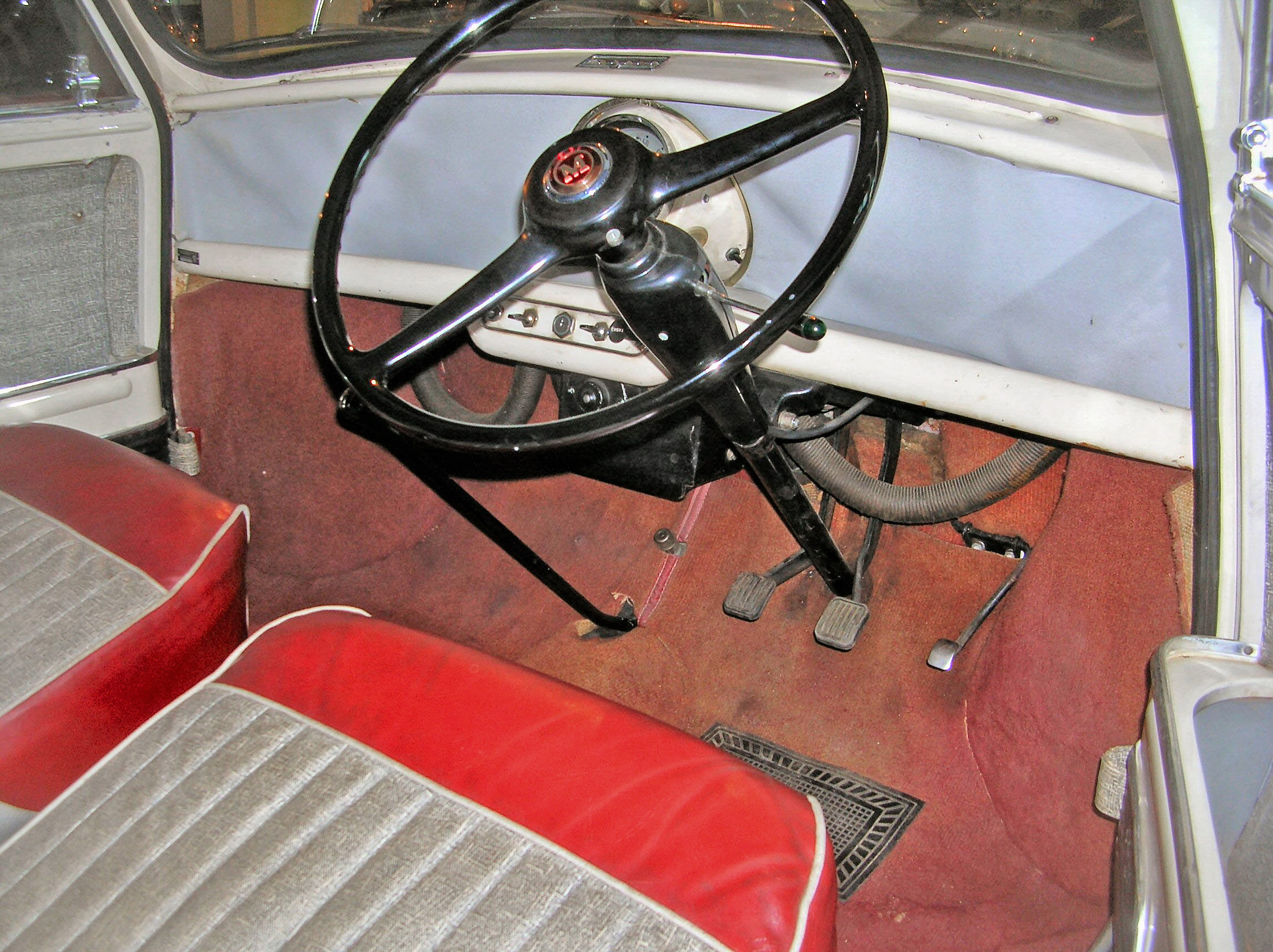
مینی(وانت)